# Dichiarazione di pace e prosperità
La Dichiarazione di pace e prosperità (남북 정상 회담 in coreano) è un accordo firmato il 4 ottobre 2007 tra Kim Jong-il, presidente della Commissione nazionale di difesa della Corea del Nord e Roh Moo-hyun, presidente della Corea del Sud, per il quale entrambi i paesi hanno espresso il desiderio di superare l'armistizio in cui entrambe le nazioni si trovano dalla guerra di Corea, per stabilire un "regime di pace permanente".

## Storia
La Dichiarazione è stata il risultato dell'incontro che si è svolto nella capitale della Corea del Nord, Pyongyang, dal 2 al 4 ottobre 2007, tra i due presidenti. Non c'era più stato un incontro ad alto livello tra i due paesi dal giugno 2000, quando l'allora presidente sudcoreano, Kim Dae-jung, ha propiziato il vertice bilaterale, per il quale ha ricevuto il premio Nobel per la pace poco dopo. Il dialogo tra le due Coree fu interrotto nel novembre 2001 a causa delle misure di protezione stabilite dalla Corea del Sud dopo gli attacchi dell'11 settembre di quell'anno negli Stati Uniti e considerati ostili dalla Corea del Nord. La situazione è peggiorata nel 2003, quando la Corea del Nord ha accettato di abbandonare il trattato di non proliferazione nucleare. Dal febbraio 2007, quando entrambi i paesi hanno avuto contatti ministeriali, la situazione ha favorito il ravvicinamento.

## Contenuti
L'accordo include:
1. Stretta cooperazione tra i due paesi "per porre fine all'ostilità militare" nella penisola coreana.
2. Consentire il traffico di merci tra i due paesi e, in generale, promuovere gli accordi del 15 giugno 2000 rimasti paralizzati.
3. Studiare i conflitti che sulla sovranità di alcune zone marittime sostengono le due Coree.
4. Invita tutte le parti in conflitto, in particolare gli Stati Uniti e la Cina, ad osservare la fine della guerra di Corea. Chiede la convocazione di un vertice dei capi di Stato dei paesi che hanno partecipato a quella guerra per la firma di un trattato di pace definitivo.
5. La Corea del Nord accetta di rinunciare al suo programma nucleare.
6. I primi ministri di entrambi i paesi si incontreranno a Seul nel novembre 2007 per continuare e attuare l'accordo.

Entrambe le parti, senza fissare una data, si sono impegnate a incontrarsi regolarmente per continuare a promuovere il processo di pace.